# 链斑金蛛
链斑金蛛（学名：Argiope catenulata）为园蛛科金蛛属的动物。分布于爪哇岛、印度、菲律宾以及中国大陆的安徽、湖南、广西、海南、广东、福建等地，多见于南方稻田。